# Jules Cousin
Pour les articles homonymes, voir Jules Cousin (bibliothécaire) et Cousin.
Jules Cousin (Comblain-au-Pont 1884 - Bruxelles 1965) fut l'un des administrateurs de l'Union minière du Haut Katanga. Grâce à lui, son entreprise devint l'une des principales productrices de cuivre au monde.